# Out West
Out West — студійний альбом американського музиканта Кліфтона Шеньє, випущений у 1974 році лейблом Arhoolie. У записі взяли участь запрошені артисти Елвін Бішоп та Стів Міллер.

## Опис
Кліфтон Шеньє тут грає зі своїм новоствореним гуртом the Red Hot Louisiana Band, до якого увійшли його старший брат Клівленд Шеньє на пральній дошці, Пол Сенегал і Фелікс Бені на гітарі, Джон Гарт на саксофоні, Джо Бруше на басу та Роберт Пітер на барабанах. Також до запису були запрошені як особливі гості артисти Елвін Бішоп на гітарі і Стів Міллер на фортепіано, що додало чудової суміші блюзу і року до зайдеко. Вокал Шеньє звучить жорстко та переконливо, серед усіх особливо виділяються Бішоп та Міллер, разом із саксофоністом Джоном Гартом.
Дев'ять пісень з десяти були записані на студії Wally Heider Studios в Сан-Франциско, Каліфорнія і лище «C. C. Special» була записана два роки до цього 2 грудня 1971 року також у Сан-Франциско на студії Funky Features. Майже усі пісні були написані Шеньє, окрім «The Hucklebuck» Пола Вільямса та «All Your Love» Меджика Сема.

## Список композицій
1. «I'm on the Wonder» (Кліфтон Шеньє) — 4:19
2. «The Hucklebuck» (Пол Вільямс) — 3:12
3. «Je Marche le Plancher (You Know It Ain't Fair)» (Кліфтон Шеньє) — 2:55
4. «Calinda» (Кліфтон Шеньє) — 3:28
5. «You're the One for Me» (Кліфтон Шеньє) — 4:33
6. «You're Fussin' Too Much» (Кліфтон Шеньє) — 3:07
7. «Just Like a Woman» (Кліфтон Шеньє) — 3:09
8. «All Your Love» (Сем Мегетт) — 4:23
9. «C. C. Special» (Кліфтон Шеньє) — 3:15
10. «I'm a Hog for You» (Кліфтон Шеньє) — 3:45

## Учасники запису
- Кліфтон Шеньє — вокал, акордеон, губна гармоніка (1)
- Клівленд Шеньє — пральна дошка [рабборд]
- Пол Сенегал, Фелікс Бені (5), Елвін Бішоп — гітара
- Джон Гарт — тенор-саксофон
- Стів Міллер — фортепіано
- Джо Бруше — бас-гітара
- Роберт Пітер — ударні

Технічний персонал
- Кріс Штрахвіц — продюсер
- Стівен Джарвіс — звукоінженер
- Вейн Поуп — обкладинка
- Майкл Зігаріс — фотографія [обкладинка і конверт]